# Dimitri Tsafendas

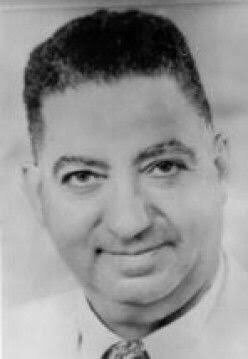
Dimitri Tsafendas

Dimitri Tsafendas (Lourenço Marques (Maputo), 14 januari 1918 – Pretoria, 7 oktober 1999) was een Zuid-Afrikaanse ambtenaar die veroordeeld werd voor de moord op de Zuid-Afrikaanse premier Hendrik Verwoerd.

## Biografie
Tsafendas werd geboren in Mozambique uit een Griekse vader en een Afrikaanse moeder. Het was een intelligente man met een hoog IQ die acht verschillende talen sprak en verschillende wereldreizen had gemaakt. Hij ging wonen in Zuid-Afrika waar hij onder de rassenwetten ingedeeld werd als blanke. Hij ging werken bij de regering als parlementsklerk. Hij vroeg vlak voordat hij de moord zou begaan om reclassificering als kleurling omdat hij verliefd was geworden op een kleurlinge.

## Moord
Op 6 september 1966 tijdens een parlementszitting in Kaapstad liep Tsafendas op de premier toe en stak hem viermaal met een dolk in de borststreek. De reden van of aanleiding tot de moord is nooit echt opgehelderd. Mogelijk waren persoonlijke motieven voortkomend uit zijn reclassificatieverzoek de reden, anderen betoogden dat hij handelde gesteund door een anti-apartheidsbeweging.

## Proces
Na zijn daad werd Tsafendas door de Zuid-Afrikaanse politie gearresteerd. Tijdens de verhoren verklaarde Tsafendas zich samenhangend, en legde zijn politieke motivatie uit. Tijdens het volgende proces daarentegen werd Tsafendas onschuldig bevonden omdat de rechters oordeelden dat hij op het moment van de moord niet toerekeningsvatbaar was. Hij zou lijden aan schizofrenie en had volgens de politie verklaard dat er een reuzenlintworm binnen in hem zat die tot hem sprak en hem dwong de moord te plegen. De rechtbank bepaalde dat Tsafendas gevangengehouden moest blijven "at the pleasure of the State President" wat betekende dat enkel de president van Zuid-Afrika kon besluiten om hem vrij te laten.

## Verdere leven
Tsafendas werd nooit vrijgelaten en bleef tot zijn dood gevangenzitten. Hij werd eerst opgesloten onder zeer slechte fysieke en psychische omstandigheden in een van de dodencellen in de Centrale Gevangenis van Pretoria naast de kamer waar mensen werden opgehangen. Nadat officieel vastgesteld werd dat hij krankzinnig zou zijn werd hij overgebracht naar de gesloten afdeling van het psychiatrisch ziekenhuis in Weskoppies. Hier overleed hij uiteindelijk op eenentachtigjarige leeftijd.

## Over Tsafendas
Na een bezoek aan de opgesloten Tsafendas schreef Henk van Woerden over hem in zijn boek Een mond vol glas dat uitkwam in 1998. Ook werd er over zijn leven een toneelstuk geschreven door Anthony Sher. Dit werd uitgevoerd onder de regie van Nancy Meckler met Anthony Sher in de hoofdrol in het Almeida Theatre in Londen in 2003. Ook in hetzelfde jaar (1998) werd een Documentaire-film genaamd "The furiosus" gemaakt over het leven van Dimitri Tsafendas door de BBC en de SABC

## Gebruikte literatuur
- Henk van Woerden: A Mouthful of Glass, ISBN 1-86207-442-9
- Henk van Woerden: Een mond vol glas (1e druk 1998) 4e druk 2001, ISBN 9057591243